# Crystal Castles II
Crystal Castles II, mais conhecido como (II), é o segundo álbum do Crystal Castles lançado pela Fiction Records em 24 de maio de 2010. O álbum foi inicialmente programado para ser lançado em junho de 2010, mas as datas foram atrasadas depois do vazamento do disco na internet, assim a versão digital foi lançada em abril de 2010.

## Gravações
O disco foi gravado por Ethan Kath em uma grande variedade de locais incluindo uma igreja abandonada na Islândia, e uma cabine ao norte de Ontario, uma garagem em uma farmácia abandonada em Detroit, e também no estúdio de Paul "Phones" Epworth em Londres. Sobre a experiência, Kath comentou "Eu gravei a maioria do disco no inverno mais frio em décadas em uma igreja sem aquecimento na Islândia. Era tão frio que quando eu escutava as gravações conseguia me ouvir tremendo. Escolhi isso porque parecia o certo". Em dezembro de 2009, Kath deu à vocalista Alice Glass um CD-R que continha 70 faixas instrumentais, para que escolhesse 35 que ela gravaria os vocais.
Para promover o disco lançaram o single Celestica em abril e um EP chamado Doe Deer foi lançado poucos dias depois. Em maio a banda lançou o álbum físico. Em dezembro vem o terceiro dingle do disco "Not in Love" que é um cover de Platinum Blonde com a participação de Robert Smith como vocalista convidado e é o single de maior sucesso até então .

## Crítica
Crystal Castles tem recebido na maioria dos casos críticas boas. De acordo com o site Metacritic, o disco atualmente tem uma avaliação de 77% . Daniel Brockman do The Boston Phoenix elogiou a banda por criar um "pop transcendence." MusicOMH também fez comentários extremamente positivos, descrevendo o álbum como corajoso. O site de música Pitchfork Media deu nota 8,5 de 10, e o premiou como "Melhor nova música" e locou o disco na posição 35 dos 50 melhores discos de 2010.

## Faixas
| N.º | Título               | Duração |  |
| 1.  | "Fainting Spells"    | 2:44    |  |
| 2.  | "Celestica"          | 3:48    |  |
| 3.  | "Doe Deer"           | 1:38    |  |
| 4.  | "Baptism"            | 4:13    |  |
| 5.  | "Year of Silence"    | 4:54    |  |
| 6.  | "Empathy"            | 4:11    |  |
| 7.  | "Suffocation"        | 4:02    |  |
| 8.  | "Violent Dreams"     | 4:35    |  |
| 9.  | "Vietnam"            | 5:08    |  |
| 10. | "Birds"              | 2:31    |  |
| 11. | "Pap Smear"          | 3:43    |  |
| 12. | "Not in Love"        | 3:33    |  |
| 13. | "Intimate"           | 4:45    |  |
| 14. | "I Am Made of Chalk" | 3:09    |  |

## Equipe
Crystal Castles
- Ethan Kath – instrumentos, produção, mixagem em "Celestica", "Doe Deer", "Not in Love", "Intimate", "I Am Made of Chalk"
- Alice Glass – vocais, letras

Adicionais
- Christopher Chartrand – bateria em "Intimate", bateria ao vivo

Produção
- Jacknife Lee – produção em "Baptism", "Empathy", "Suffocation", "Vietnam", "Not in Love"
- Paul Epworth – produção adicional em "Celestica", "I Am Made of Chalk", recording on "Birds"
- Alex Bonenfant – produção em "Empathy", recording on "Baptism", "Suffocation", "Birds", "Pap Smear", "Intimate", mixing on "Suffocation", "Intimate"
- Lexxx – mixagem em "Fainting Spells", "Baptism", "Year of Silence", "Empathy", "Suffocation", "Violent Dreams", "Vietnam", "Birds", "Pap Smear", recording on "Fainting Spells"
- Matthew Wagner – gravação em "Doe Deer"
- Nilesh Patel – masterização
- Jim Chancellor – A&R
- James Sandom – empresário
- X Tecumseh Clark – modelo de capa
- Todd Tamanend Clark – foto de capa
- Marc Pannozzo – foto da banda

## (II) Relançamento
Em abril de 2011, Crystal Castles lança uma nova versão do álbum, dessa vez chamado (II), o qual inclui a versão de Robert Smith cantando Not in Love ao invés da original.

## References
1. ↑  Zaleski, Annie (6 de novembro de 2012). «Crystal Castles: (III)». The A.V. Club. Consultado em 15 de fevereiro de 2016
2. ↑  Young, Alex (3 de maio de 2010). «Crystal Castles – Crystal Castles (II)». Consequence of Sound. Consultado em 26 de dezembro de 2010. Arquivado do original em 4 de abril de 2012
3. ↑  Dombal, Ryan (13 de abril de 2010). «Crystal Castles Announce Second LP | News». Pitchfork. Consultado em 30 de agosto de 2011
4. ↑  «New album "II" tracklist». Crystalcastles.com. Consultado em 30 de agosto de 2011. Arquivado do original em 25 de maio de 2012
5. ↑  «2nd album update». Crystalcastles.com. Consultado em 30 de agosto de 2011. Arquivado do original em 30 de junho de 2012
6. ↑  http://straightfrommyblood.tumblr.com/post/4638114971/i-recorded-most-of-the-record-in-the-coldest
7. ↑  «Crystal Castles [2010] – Crystal Castles». Metacritic. CBS Interactive. Consultado em 30 de agosto de 2011
8. ↑  «Staff Lists: The Top 50 Albums of 2010 | Features». Pitchfork. 16 de dezembro de 2010. Consultado em 11 de fevereiro de 2012
9. ↑  «( II ) by Crystal Castles». iTunes Store. Consultado em 15 de julho de 2011
10. 1 2 3  Crystal Castles (Notas de mídia). Crystal Castles. Fiction. 2010